# 83 км (зупинний пункт, Придніпровська залізниця)
Платфо́рма 83 км — пасажирський зупинний пункт Криворізької дирекції Придніпровської залізниці на електрифікованій лінії Апостолове — Запоріжжя II між станціями Чортомлик (6 км) та Нікопольбуд (5 км). Розташований поблизу села Олексіївка Нікопольського району Дніпропетровської області.

## Пасажирське сполучення
На Платформі 83 км зупиняються приміські електропоїзди Криворізького та Нікопольського напрямків.